# Manuel Rivera Hernández
Manuel Rivera Hernández (Granada, 23 de abril de 1927 - Madrid, 2 de enero de 1995) fue un pintor español, miembro fundador del Grupo El Paso.

## Trayectoria
Desde su infancia mostró gran disposición para la pintura y la escultura, por lo que su padre lo envió al taller del imaginero, Martín Simón, con el que aprende el oficio, trabajando la madera y el yeso. Estudió en la Escuela de Artes y Oficios de Granada, donde recibe clases de Joaquín Capulino y Gabriel Morcillo.

Existe un testimonio que tiene valor casi de oráculo premonitorio. Con seis años, el Rivera niño realizó un dibujo escolar representando un ramillete de lilas. El motivo ecogía un recuerdo muy antiguo que permanecía varado en la memoria, anterior al uso de razón. No contento con aquella mímesis propia de un aprendiz, el niño agujereó el dibujo con una nube de orificios. Lo perforó desde el reverso hacia afuera como queriendo que desde el interior del dibujo aflorara una especie de secreto escondido. Ya por entonces había cristalizado en él la vocación plástica.
Jaime Brihuega. Removiendo el Azogue. Manuel Rivera en su cámara oscura 

Cuando Manuel solo tenía nueve años estalla la guerra civil española. Al poco de terminar el conflicto, fallece su madre, acontecimiento que marcará de forma irremediable su vida, y también su trayectoria, ya que su obra se tornaría melancólica e introspectiva.
A los quince años, realizó su primer viaje a Madrid, quedando deslumbrado en su visita al Museo del Prado. En 1945, ingresó en la Escuela Superior de Bellas Artes de Sevilla, aquí conoció a la que sería su esposa, Mary Navarro. En 1947 fue nombrado profesor de esta Escuela y ese mismo año expuso su obra en la Asociación de la Prensa de Granada y también fue seleccionado para participar en la Primera Bienal de Arte Hispanoamericano de Madrid, dominando en esta época el arte figurativo. 
En 1952 fundó el grupo la Abadía Azul en Granada. En 1953, el Instituto de la Cultura Hispánica, le invita a participar en el Curso internacional de Arte Abstracto celebrado en la Universidad Internacional Menéndez y Pelayo de Santander. En el transcurso de las actividades que allí tuvieron lugar, Manuel tuvo la oportunidad de conocer a numerosos artistas y críticos de arte. Este curso va a suponer una inflexión en su carrera artística, comenzando a partir de entonces a adentrarse en el arte abstracto, que se materializa en sus series abstractas, como la que se titula "Albaicines". Su participación en las ediciones de la Bienal de Hispanoamérica refuerzan el peso de su nombre. En 1956, Rivera viaja a París donde toma contacto con el arte contemporáneo de su tiempo, a la vez que busca su propio lenguaje:

Había intentado depurar los medios de expresión pictóricos hasta cercarlos al límite, desembocando en el exiguo lenguaje de la bicromía del blanco y negro. Según cuentan quienes entonces estuvieron junto a él, llegó a romper físicamente el lienzo, buscando que aquellos mensajes en blanco y negro se iluminaran desde la profindidad de un espacio tangible. ¿Era otra vez el niño que agujereaba el papel esperando un milagro? ¿Era el magnetismo de aquella dramática poesía que se iluminaba en los fotogramas del cine de Igmar Bergman? ¿Era esa anhelada esperiencia del 'a otro lado' que aparece como una desasosegante urgencia en los relatos de Kafka?...
Removiendo el Azogue. Manuel Rivera en su cámara oscura 

En este momento de su carrera, Rivera incorpora la tela metálica a sus obras como soporte artístico, primero sobre bastidores de madera y posteriormente de aluminio:

Compré un rollo de tela metálica, lo llevé al estudio, lo contemplé durante días, y casi a ciegas comencé a trabajar sobre él. En ese momento comenzó mi aventura.
Menuel Rivera. Testimonio recogido por Marisa Rivera Navarro.
Testimonio recogido de Marisa Rivera Navarro

Participó en 1957 en la creación del grupo El Paso, un colectivo de artistas y críticos de gran relevancia que revolucionó el arte español de la posguerra y que supuso la introducción del informalismo en España, celebrándose en abril de 1957, la primera exposición del grupo en la Galería Bucholz de Madrid, en la que presenta sus telas metálicas, realizadas en un solo plano. Su integración en El Paso marcará su trayectoria de forma sustancial, empezando a ser conocido a nivel nacional e internacional. El artista granadino se muestra acorde con su grupo y muestra una doble condición, internacional y castiza. Apuesta por una abstracción cargada con tintes expresivos y concede gran importancia a la identidad abrupta de lo matérico.
En 1959, realizó su primera exposición individual en Madrid, en las salas del Ateneo. En 1965, participó en la exposición Adquisiciones recientes en el Museo de Arte Moderno de Nueva York y expuso en diversas ciudades de Estados Unidos, así como de Marruecos y Sudáfrica. 
A partir de este momento se produce una consolidación de la expresión plástica de Rivera. Ya desde 1956, el artista comienza a moverse dentro de la experimentación tangible de la materia. Las posibilidades de ofrecer un tacto real, significan la apropiación poética del espacio físico. Pero su lenguaje acapara también los principios básicos del movimiento y la luz dependiendo de cómo se sitúe el espectador frente a la obra.
Esto supone que quien contempla la obra deja de ser simplemente un observador, y se transforma en sujeto activo. Aquí radica un rasgo fundamental en la obra que produce Rivera a partir de este momento. En algo como lo que cifraba Delacroix, en una página de su diario de 1850, lo esencial del hecho artístico:

Me he dicho cien veces que la pintura, la pintura material, no era más que el pretexto, un puente entre el espíritu del pintor y el del espectador

En 1967 inició la que sería su segunda etapa pictórica, con la serie Papeles japoneses, en la que accedió a nuevos procedimientos técnicos, con una gran influencia del arte oriental y una intensificación del color. En 1985, realizó conjuntamente con el dramaturgo Antonio Gala y el músico Manolo Sanlúcar, El testamento andaluz, realizando una pintura y tres dibujos de cada una de las capitales andaluzas, en los que se recoge lo más significativo de cada una de ellas.
El Archivo Manuel Rivera se conserva en la Biblioteca y Centro de Documentación del Museo Reina Sofía y recoge documentación diversa como textos del propio Rivera, correspondencia y diverso material gráfico.

## Influencias
En la obra de Rivera nos encontramos con referencias diversas. Podemos encontrar homenajes a artistas: Picasso, Juan Gris, Fray Angélico, Piero Della Francesca, Goya, Velázquez, Millares...
También hace alusiones a Johann Sebastian Bach, Vicente Escudero, Ingmar Bergman, Unamuno, Kafka, André Bretón, Federico García Lorca, Borges...
El mundo clásico también le sirve de base par dar nombre a muchas de sus obras: Polifemo, Parca, Marco Aurelio, Hermes, Venus, Príapo...
Incluso el universo religioso está presente en muchas de sus referencias argumentales: exvoto, relicario, tabernáculo, saeta, Herodes, púrpura, episcopal, cardenal, inquisidor, catedral, sacristía...
Formas de espiritualidad exóticas.
Y por último cabe señalar las claves específicamente relacionadas con lo español: infanta Margarita, Conde Duque, esperpento, martinete, tauromaquia, capricho, espantajo, máscara...

## Técnica y obras
Durante su periodo de formación las pinturas de Rivera son en su mayoría figurativas, no obstante, sus cuadros apuntaban a una ruptura con la forma tradicional, de la que pronto se distanciaría.
Como ya hemos mencionado anteriormente, la preocupación espacial y el tema de la luz, son temas a los que hace referencia a lo largo de su obra madura.

Aparte de hacer una pintura más fresca y de mayo luminosidad, comencé a preocuparme por las transparencias. Subí a pintar a la Alhambra y cada tarde intentaba atrapar aquel finísimo polvo de oro, más preocupado por el aire que por los volúmenes"
Marisa Rivera Navarro. En busca de la luz y del espacio

Al asistir en 1953 al Curso Internacional de arte abstracto, marcó un punto importante, ya que empezó a definir su forma de trabajar y recibió numerosas influencias.
A finales de este año, aparece un espacio puro. Comienza a pintar con capas espesas de pintura creando formas que flotan.
Recibe una invitación de Luis González Robles para representar a España junto con Millares en la IV Bienal de São Paulo. Ahí comienza una lucha sin cuartel con el lienzo, en busca del espacio. Prescindió entonces del color refugiándose en el blanco y negro. Seguía pintando formas suspendidas, vacías (o llenas de espacio, según se mire). Llegó en su desesperación a romper el fondo del lienzo agujereándolo para poder ver a través de él, cortando la tela para dejar abierto un hueco. Trabaja sin descanso.
Sumido en una profunda crisis, descubre por fin como salir del material pictórico tradicional. 
A partir de 1956 se produce el encuentro con la tela metálica. La materia dejará atrás su protagonismo inicial para pasar a ser un mero vehículo de la expresión:

A pesar de que mi obra suele clasificarse en el informalismo, dentro de la abstracción, yo nunca me he considerado un informalista puro, ni tampoco un pintor abstracto. No busco simplemente un equilibrio de formas y colores. Necesito algo más. Partir de una idea lírica o de un dolor, de una emoción
Marisa Rivera Navarro. En busca de la luz y del espacio 

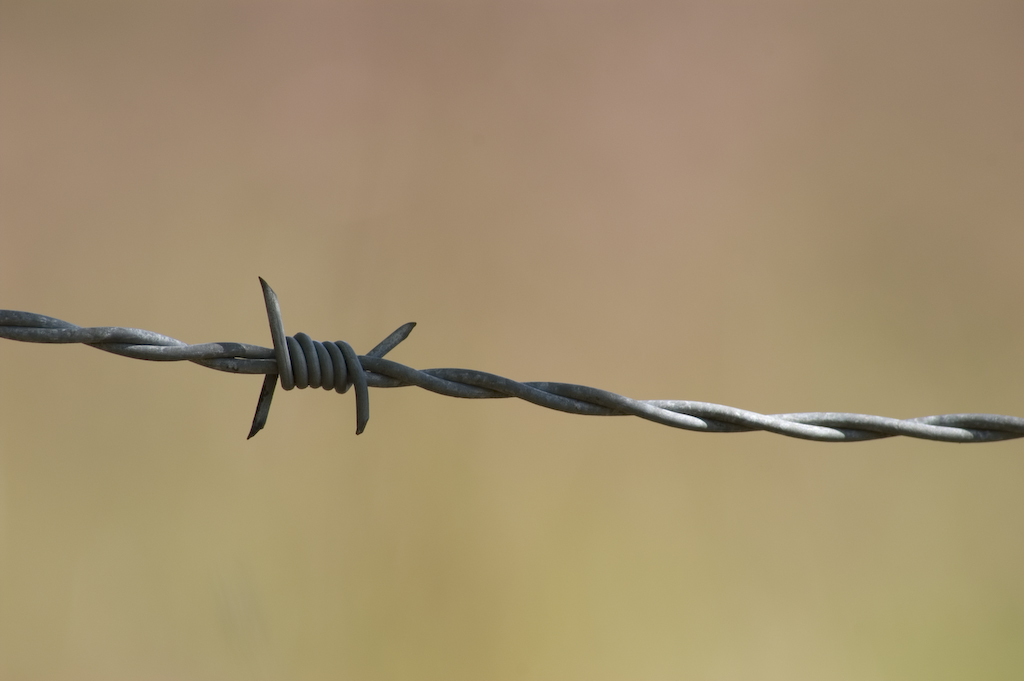
Alambre de espino.

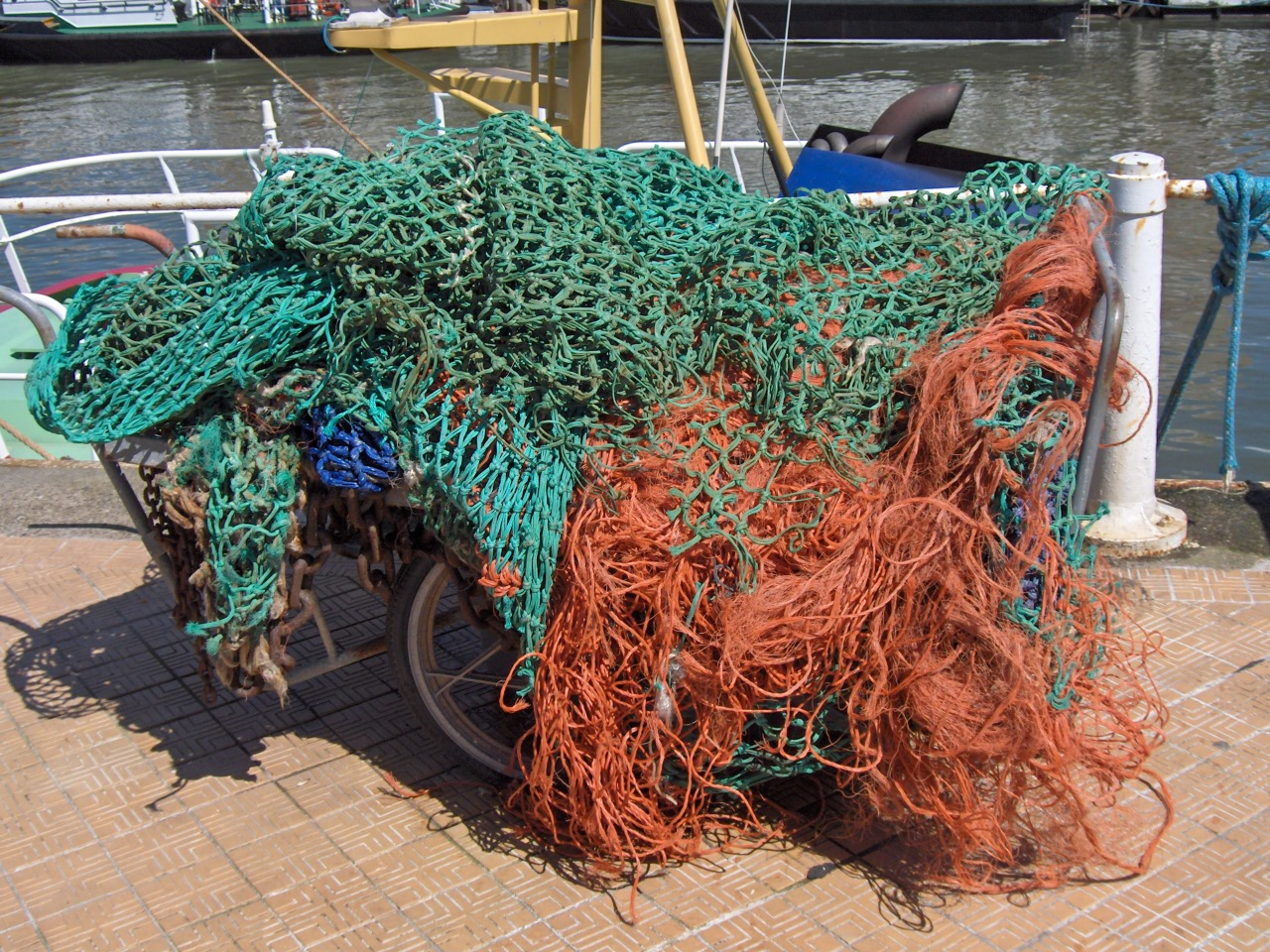
Redes de pesca.

La tela metálica acabaría desmaterializándose y deshaciéndose en brazos del aire, la luz y sus efectos.
Comenzó a trabajar realizando obras sobre un solo plano, a  modo de collage, mallas metálicas sujetas por un bastidor de hierro. Comprueba admirado que en este soporte tiene cabida el espacio y la luz. Pronto empieza a dejar espacios entre las telas metálicas, consiguiendo así ciertas vibraciones e irisaciones que fueron el principio de toda su producción posterior. Este hallazgo le permitirá trabajar más cerca de la luz y el espacio.
En São Paulo tienen una clamorosa aceptación, así que en 1958 es nuevamente seleccionado para la Bienal de Venecia. Llegaron entonces la fama creciente y el interés de los galeristas más importantes.
Fue una composición de la seria de "Metamorfosis", realizada en 1959, la primera obra realizada sobre un tablero de madera que sujetó las telas metálicas. El tablero servía de soporte para fijar las tramas. Sobre él, apoyaba unos pivotes de hierro que le servían de sujeción. Este soporte le acompañará siempre. En ocasiones las mallas metálicas también pueden colgar del bastidor. Su obra cobra un aspecto diferente en ausencia del tablero, el espacio se hace más corpóreo.
Las telas metálicas que envía a a Bienal de Venecia, regresan ligeramente oxidadas por la humedad, lo que da pie a un encuentro fortuito con el color. 
Desde la austeridad anterior, el color irá conquistando la sombras a partir de los sesenta. El pintor comenzará a utilizar el mismo sistema de veladuras que los pintores venecianos del siglo XVI. Y con la luz comenzó a formar grandes masas, que junto con el color creaban unas ondas y vibraciones de gran intensidad.
Así su obra iba adquiriendo un carácter más constructivo, al superponer las mallas metálicas que iban creando volúmenes diversos en el espacio.
Nacían los primeros "Espejos" en 1964, espacios mágicos llenos de movimiento.
La investigación sobre los espacios físicos y espirituales, el universo metafísico, volvió a aparecer en 1974 a través de las imágenes y formas de los "Mandala", representación de las formas cósmicas e instrumentos de meditación.
En 1977, rompe bruscamente con el lirismo anterior. Introdujo en las telas metálicas elementos que emplearía desde entonces, tales como collares erizados de puntas mortales, bocados de caballo, enganches herrumbosos y alambradas zurciendo heridas.
A mediados de los ochenta se adentró en el periodo más escultórico de su producción. El juego de espacios se alejó del plano y los límites cobraron un nuevo sentido. Las formas adquirían tridimensionalidad saliendo fuera del tablero. Más adelante llevó a cabo el despliegue oscuro de los "Espejos heridos" y "Espejos rotos", catalogados en los últimos ochenta.
Manuel Rivera ha sido un artista en actividad experimental constante hasta sus últimos días. En 1994, probaba nuevas esculturas, realizando los "Transparentes". Surgían los tablex de colores desbocados. Creaba también la serie de los "Estorzuelos", formas aéreas pendientes de la superficie de unas cajas diáfanas.

Nunca he pasado de lo experimental. Mi vida como hombre y como artista siempre fue la búsqueda.

Jaime Brihuela en su texto "Removiendo el azogue", sintetiza en la siguiente tipología de recursos sintáctico semánticos, los instrumentos del lenguaje visual de los cuales dispone el artista:
- Emprende operaciones puramente constructivas, que unas veces equilibran líneas rectas sobre presupuestos compositivos ortogonales, mientras que otras se entregan a la acritud crispada de las diagonales y los ángulos agudos.
- Acomete la confección de elementos oo líneas de orientación visual curvos, buscando sintonías dramáticas, referencias biomórficas, connotaciones sensuales.
- Construye trampantojos de profundidades y transparencias. O bien destruye el asiento visual del "concepto" de fondo mediante agujeros, brechas, oquedades, incluso virtuales sugestiones del abismo.
- Ante la pupila del espectador, convertido en un sujeto agente que modifica conscientemente su punto de vista, sugiere aguas, irisaciones, movimientos envolventes, incluso palpitaciones rítmicas.
- Busca equilibrios, tensiones o energías desencadenadas o cruelmente reprimidas por la evidencia icónica de clavos, ligaduras o tensores. Incluso enfatiza todo esto mediante el ensamblaje del ready-made asociable a universos de violencia y crueldad.
- Deja entrever connotaciones metonímicas de seres, monstruos, regazos, pellejos, esqueletos, órganos despedazados, sexos... deplegando un contexto de resonaciones figurativas.
- Edifica ámbitos de significación de carácter empático, asociables a nociones como placidez, ensoñación, meditación, esfuerzo, dolor, alaridos de angustia...